# Pseudottistira
Pseudottistira är ett släkte av skalbaggar. Pseudottistira ingår i familjen vivlar.
Kladogram enligt Catalogue of Life:
| Pseudottistira | \| \| Pseudottistira subtuberculata \| \| \| \| |
|                | \| \| Pseudottistira subtuberculata \| \| \| \| |
|                | Pseudottistira subtuberculata                   |
|                |                                                 |